# Soyapango
La ciudad de Soyapango es un distrito del municipio de San Salvador Este, del departamento de San Salvador, El Salvador. Es la segunda ciudad más poblada de esta área metropolitana y la cuarta de la nación. Conocida comúnmente como la "Ciudad Industrial", está limitada por los siguientes municipios: al norte, por Delgado y Tonacatepeque; el este, por Ilopango; al sur, por Santo Tomás y San Marcos; y al oeste, por San Salvador y Delgado. Se encuentra ubicado entre las coordenadas geográficas siguientes: 13°44′50″ LN (extremo septentrional)y 13°39′58″LN (extremo meridional); 89°6′57″ LWG (extremo oriental) y 89°10′16″ LWG (extremo occidental).
| Censo | Población | Cambio  | Porcentaje |
| ----- | --------- | ------- | ---------- |
| 2007  | 241 403   | N/D     | N/D        |
| 2024  | 230 255   | -11 148 | -4.6%      |

## Historia

### Fundación de la ciudad
El 20 de noviembre de 1542 en España fueron promulgadas las Ordenanzas de Barcelona o Nuevas Leyes. Tales ordenanzas constaban de cuarenta Artículos de Ley.
En su artículo undécimo fue creada la Real Audiencia de los Confines Entre Tierra Firme (Nicaragua y Guatemala). Este importante organismo, representativo del real dominio, estaría regido por cuatro oidores letrados, fungiendo uno de ellos como presidente. Para este cargo fue designado en esa ocasión el licenciado Alonso de Maldonado, quedando como oidores los licenciados Diego de Herrera, Pedro Ramírez de Quiñónez y Juan Rogel.
El 15 de enero de 1543, ya establecida la Real Audiencia de los Confines en la ciudad de Gracias a Dios, Honduras, acordó conferir la categoría y título de Pueblo a 182 localidades, incluyendo Soyapango.

### Pos-independencia
En la primera organización territorial, a San Antonio Zoyatpango del Llano le correspondió integrarse a la Intendencia de San Salvador, correspondiente al Partido de San Salvador, al configurarse el territorio salvadoreño en lo político-administrativo en 17 Partidos Electorales, respetando la antigua grafía con que aparecen en los respectivos documentos coloniales.
El 7 de febrero de 1824 y antes de quedar formalmente constituido el Estado de El Salvador, quedó totalmente incorporado al territorio salvadoreño la comprensión jurisdiccional de la Alcaldía Mayor de Sonsonate. Así, el 12 de junio del mismo año y siendo Jefe del naciente Estado salvadoreño don Juan Manuel Rodríguez, en el mismo acto de proclamar la primera Constitución Política Nacional, dejó establecidos los cuatro departamentos administrativos que desde ese momento integrarían el país. San Salvador, Sonsonate, San Vicente y San Miguel. Por este mismo acto quedaron elevados a la categoría de municipio y con el título de Pueblo los 24 caseríos que se habían formado entre 1786 y 1824 en los que se cuenta Soyapango.
A Soyapango le correspondió integrarse al Distrito de San Salvador, con la grafía con que se conoce actualmente. (1786-1824).
En el informe del gobernador del Departamento de San Salvador José Escolástico Andrino hecho en el 25 de enero de 1862, se informó que en Soyapango el camino que conducía a los departamentos de Cuscatlán, San Vicente y San Miguel recibió una mejora considerable y se pudo llamar carretero en su mayor parte, se estaban acopiando maderas para el puente del río Acelhuate, se había trazado el nuevo camino que salvaría el inconveniente de las dos cuestas que se hallaban a los lados del río. El pueblo acababa de levantar la nueva iglesia que fue destruido por los temblores y el abandono, se empeñaba por concluir un nuevo retablo hecho por el maestro Rafael Miranda y se ocupó en seguida de construir el edificio e la escuela a donde concurrirán de 30 a 50 niños. Contaba con 807 habitantes.
El alcalde electo para el año de 1872 era don Guadalupe Rivera.
El alcalde electo para el año de 1873 era don Abelardo Funes. Fue afectado por el terremoto del 19 de marzo de 1873 de 7.3 grados de richter que destruyó a San Salvador.
En el 9 de mayo de 1891, durante la presidencia de Carlos Ezeta, la Secretaría de Gobernación y Fomento acordó establecer oficinas telegráficas y telefónicas en las poblaciones de Mejicanos, Soyapango, Aculhuaca y San Marcos, en comunicación directa con la Oficina Central. El mismo día acordó que por tener informes ciertos de que en las mismas poblaciones se cometen delitos y faltas que no se podían reprimir inmediatamente por no haber policía, acordó establecer en cada una secciones sucursales de la policía montada de San Salvador, compuestas de un sargento y cuatro agentes de policía.  En el 12 de mayo, la Dirección General de Telégrafos anunció la apertura al servicio de una oficina telegráfica en Soyapango.
El general Fernando Figueroa, Presidente de la República del 1 de marzo de 1907 al 1 de marzo de 1911, otorgó el título de Villa al Pueblo de Soyapango el 16 de mayo de 1907, el decreto legislativo se publicó en el Diario Oficial el martes 21 del mismo mes en la página 893, número 116, tomo 62.
En el 10 de abril de 1912 la Asamblea Nacional Legislativa emitió un decreto, sancionado en el 13 de abril por el gobierno de Manuel Enrique Araujo, que declaró carretera nacional el camino que de Soyapango conduce a San José Guayabal pasando por Tonacatepeque; la porción de este camino dentro del municipio de Soyapango es hoy parte de la Ruta departamental SAL12N.
Históricamente Soyapango se encuentra dividido en 8 cantones: El Matazano, Venecia, Prusia, El Limón, El Tránsito, El Cacao, Buena Vista y El Guaje; dichas zonas actualmente se encuentran en su mayor parte urbanizadas, aunque la mayoría conserva sus antiguos nombres.

## Política
Actualmente, el distrito de Soyapango es gobernado por el alcalde José Chicas, miembro del partido Nuevas Ideas, que es alcalde del municipio de San Salvador Este. Chicas gobernó el distrito de Ilopango del período de 2021-2024 con el mismo partido. Chicas ganó el distrito de Soyapango con más del 41% de los votos, mientras que ganó en el municipio de San Salvador Este con más del 38% de los votos.

### Resultados municipales
|  | 40.73 % |

|  | 33.91 % |

|  | 52.99 % |

|  | 30.99 % |

|  | 40.74 % |

|  | 25.89 % |

|  | 49.44 % |

|  | 36.88 % |

|  | 52.17 % |

|  | 39.49 % |

|  | 55.80 % |

|  | 39.67 % |

|  | 44.51 % |

|  | 44.20 % |

|  | 49.25 % |

|  | 42.16 % |

|  | 47.23 % |

|  | 36.62 % |

|  | 69.22 % |

|  | 12.93 % |

|  | 41.20 % |

|  | 31.64 % |

### Resultados presidenciales
|  | 45.97 % |

|  | 38.42 % |

|  | 57.92 % |

|  | 42.08 % |

|  | 44.89 % |

|  | 35.92 % |

|  | 50.42 % |

|  | 44.63 % |

|  | 58.70 % |

|  | 41.30 % |

|  | 49.72 % |

|  | 37.85 % |

|  | 52.31 % |

|  | 47.69 % |

|  | 64.20 % |

|  | 25.06 % |

|  | 87.21 % |

|  | 5.32 % |

## Geografía
El distrito de Soyapango está ubicado en la zona central del país, en el centro de la región metropolitana del departamento de San Salvador, con una extensión territorial de 29.72 km². La ciudad abarca casi la totalidad del municipio.
El centro de Soyapango, está situado a 648 m s. n. m. a 7 km al este de la ciudad de San Salvador, limita al norte con los distrito de: Ciudad Delgado y Tonacatepeque, al sur colinda con Santo Tomas y San Marcos, al este con el distrito de Ilopango y al oeste con Ciudad Delgado y San Salvador

### Orografía
Los rasgos orográficos más notables son los cerros San Jacinto y El Mirador que está ubicado en sierra morena II, Soyapango presenta una topografía con características que van de onduladas montañas accidentadas en su costado sur, siendo menos pronunciadas en el resto del distrito.

### Hidrografía
Los ríos que cruzan el territorio de Soyapango son Acelhuate, Cañas, Tapachula, Chantecuán, El Sumpa, El Sauce y El Chagüite. Además de los ríos mencionados existen dos quebradas que son: El Arenal y El Aposento y otras de menor impacto. Debido al crecimiento poblacional, comercial e industrial estas fuentes presentan un alto índice de contaminación por residuos industriales, desechos y aguas residuales que se vierten en estos.
El abastecimiento de agua potable lo suministra ANDA. La ciudad cuenta con nueve tanques de captación, sin embargo la gran mayoría de repartos y colonias de la zona carecen del vital líquido. Esta situación es crítica ya que con el crecimiento poblacional que ha tenido Soyapango se ha mutilado zonas de recarga acuática y los mantos acuíferos disminuyen aceleradamente cada año.

## Economía
Existen diferentes empresas en la ciudad de Soyapango como son: Empresas ADOC, Empresas LIDO, Productos Diana, Industrias las Cascadas que tienen sus sedes en dicha ciudad.
Industrias Caricia. S.A de C.V. tiene su sede en Soyapango.
Plaza Mundo es el principal centro comercial de Soyapango.
También encontramos Unicentro, que es uno de los grandes centros comerciales del sector.

## Población
Soyapango tiene una población oficial de 230 255 habitantes, según el censo de población de 2024.

## Toponimia
La palabra Soyapango se deriva del idioma náhuat usado por los pueblos pipiles que estaban asentados en la región, Soyat o Zuyat, que significa Palma Tropical y Pango que significa Valle o Llano, traduciéndose como Llano de las Palmeras.
Otro significado más exacto sería Lugar del Río de la Palma: Suya (Palma), apan (Río) y co (Lugar), «Suya apan co» que con el tiempo fue castellanizado a Soyapango.

## Educación
Soyapango cuenta con 48 instituciones educativas; 34 públicas y 14 privadas, siendo éstas de nivel básico e intermedio, para educación superior, se cuenta con la Universidad Don Bosco, que es de carácter privado.

## Economía

### Industria y comercio

Avenida Rosario Sur

Centro Comercial Plaza Mundo

En este distrito se desarrolla la actividad industrial más fuerte del país, destacando: productos alimenticios, textiles, artículos de cuero, cerillos, productos farmacéuticos, pinturas, detergentes, lejías, productos avícolas, objetos de papel y carbón. Se destacan los grandes centros comerciales, como Plaza Soyapango, Unicentro y Plaza Mundo. Se pueden encontrar más de 5000 comercios informales conformados por personas que no son sujetos de crédito por los bancos y tienen que ganarse la vida ocupando las aceras y calles de la ciudad con sus ventas.
La migración de empresas industriales hacia otros distrito, constituye una amenaza debido a la fuga de fuentes de trabajo, para los habitantes del municipio de Soyapango, esta situación profundiza los niveles de desempleo en el ámbito local.

### Transporte
En Soyapango circulan más de mil unidades del transporte colectivo. Buses ínterdepartamentales, que se dirigen hacia el oriente del país. Así como numerosas rutas de buses y microbuses urbanos, que transportan a la población a diferentes lugares.
Se estima que el parque móvil es de 50.000 vehículos entre particulares, comerciales y unidades de transporte colectivo, por lo que las vías principales son congestionadas debido a la falta de un ordenamiento vehicular.
Esta característica convierte a Soyapango en uno de los distritos que presenta un alto índice de contaminación ambiental.
Anteriormente la ciudad contaba con el Sistema Integrado de Transporte del Área Metropolitana de San Salvador, el cual tenía un recorrido desde Soyapango, en las inmediaciones del Bulevar del Ejército Nacional, hasta la 33.ª Avenida Norte de San Salvador, para lo cual se utilizaban buses articulados y padrón, como parte de un plan de ordenamiento y modernización de la ciudad, sin embargo este sistema ha dejado de funcionar desde abril del año 2020, debido a las múltiples limitaciones tanto económicas (ocasionadas por la pandemia) como de permisos de circulación otorgados por las autoridades del país.

## Vías de comunicación terrestre
La ciudad de Soyapango cuenta con una amplia red de infraestructura vial que lo conectan con el AMSS y el oriente del país. Las principales vías son:
Boulevard del Ejército Nacional: es un tramo de la Carretera Panamericana (CA1), el cual conecta la ciudad de Soyapango con la capital y con el oriente del país. Es la vía más importante del municipio, por la que circulan a diario más de 80,000 vehículos diarios, siendo su capacidad superada en más de un 127%, por lo cual es común la recurrencia de enormes congestionamientos viales. Cuenta a lo largo de su trayecto con numerosas fábricas y establecimientos comerciales, lo que contribuye también a la presencia de transporte de carga.
Vía Agua Caliente: fue antiguamente el tramo de la carretera Panamericana que conectaba el oriente del país con la ciudad de Soyapango y San Salvador. Actualmente funciona como una vía secundaria, aunque la carga vehicular que circula por la arteria es también de gran magnitud, generándose frecuentemente congestionamientos vehiculares. Dicha arteria recorre desde el municipio de Ilopango, pasando por el centro histórico de la Ciudad de Soyapango hasta el municipio de Ciudad Delgado, donde conecta con el Boulevard del Ejército Nacional a través de la 50.ª Avenida Norte, recibiendo diversos nombres a lo largo de su trayectoria, entre los que se encuentran Antigua Carretera Panamericana, calle Roosevelt, 2.ª calle Oriente y Poniente y calle Agua Caliente como tal.
Autopista Este-Oeste (Panamericana): es una vía de tránsito rápido que recorre el norte de la ciudad, construida con el objeto de descongestionar el AMSS, desviando el tráfico que no necesariamente debe recorrer la ciudad para ir del poniente al oriente y viceversa. Esta autopista, de dos calzadas separadas, ambas con dos carriles recibió la denominación de "Carretera de Oro" debido a que su construcción sufrió muchas demoras y la altísima inversión que requirió su construcción.

## Festividades
Soyapango celebra sus Fiestas Patronales en los primeros 12 días del mes octubre de cada año. Durante estas celebraciones se realizan diferentes actividades entre las que se destacan:
- El tradicional desfile de correos que inaugura las fiestas patronales en honor a Nuestra Señora del Rosario.
- Procesión de la Virgen del Rosario Patrona de Soyapango; feria comercial y de artesanías. En esta se disfruta de juegos mecánicos para adultos y niños.